# Acordulecera krausi
Acordulecera krausi – gatunek błonkówki z rodziny Pergidae.

## Taksonomia
Gatunek ten został opisany w 2006 roku przez Davida Smitha. Holotyp (samica) został odłowiony na wysokości 1950–2050 m n.p.m., 6 km na płn.-wsch. od Vara Blanca w prowincji Heredia w Kostaryce.

## Zasięg występowania
Ameryka Środkowa, znany jedynie z Kostaryki.